# Свято-Успенский монастырь (Красноярск)
Успе́нский монасты́рь — мужской монастырь Красноярской епархии Русской православной церкви, расположенный в посёлке Удачном города Красноярска на берегу реки Енисея.

## История

### Создание
Предпосылками для создания монастыря было стремление укрепить позиции Церкви в противовес влиянию ссыльных раскольников и революционеров.
В декабре 1873 года епископ Антоний (Николаевский) обратился к городскому голове П. И. Кузнецову с предложением о покупке территории для устройства иноческой обители. После рассмотрения вопроса городской Думой Владыка получил постановление об отдаче земель под устройство монастыря.
С марта 1874 по ноябрь 1875 года специально созданный строительный комитет собрал 21320 рублей в поддержку строительства. На эти средства была проложена дорога к будущему монастырю, построены главный деревянный дом с церковью, кельями и деревянный флигель.
15 мая 1879 года состоялось торжественное открытие монастыря.
В 1886 году монастырь содержал более 20 голов рогатого скота, арендованные у города земли использовались для хлебопашества и огородничества. До 1913 года в главном корпусе обители находилось иконописное училище (впоследствии упразднено), швейная и сапожная мастерские, просфоро- и хлебопекарни.
В 1888 году на Енисее произошло сильное наводнение и монастырь потерял деревянный флигель, кузницу, а также дорогу и мосты, обеспечивающие связь с городом. За неимением средств на восстановление путей сообщения, монастырская братия проложила временную дорогу через лес. В 1889 году из общества дачников, проживающих летом около обители, был образован комитет по решению вопроса с дорогой. Была составлена смета, по которой дачники должны были внести 10 000 рублей, а монастырь — 1 000 бревен. Вскоре дорога была построена.
К 1890 году в монастыре проживали 44 человека: 7 иеромонахов с наместником, 1 иеродиакон, 4 монаха, 1 послушник, 31 богомолец-послушник.
С приходом большевиков начался процесс конфискации монастырских земель, который был прерван в 1918 году Гражданской войной и установлением власти Временного Сибирского Правительства. Хозяйство обители оказывается в ужасном состоянии. Епископ Назарий по этому поводу отмечал: «…хозяйство монастырей ведется без всякого контроля и зависит от произвола наместников. В Знаменском скиту игумен Серапион распродал весь запас рыбы, продал без нужды и не во время часть скота, не запас в прошлом году должного количества корма. Бывшие наместники Успенского монастыря отказались от аренды земли, лежащей вблизи монастыря и так ему необходимой». Тем не менее, в сентябре того же года при монастыре устраивается детский приют для детей отправившихся на войну солдат.
В 1919 году по причине малочисленности насельников Успенского монастыря и Знаменского скита было принято решение о слиянии обителей.

### Закрытие
В 1920 году с окончательным установлением в регионе советской власти была объявлена национализация церковного имущества, в том числе монастырских земель. Постройки Знаменского скита были переданы детскому дому, на землях Успенского монастыря была образована школа-коммуна. Также в его зданиях размещались сыпно-тифозный госпиталь, затем госпиталь для выздоравливающих. Постановлением президиума Енгубисполкома от 28 июня 1921 года монастырская церковь была закрыта, а монахи выселены. Их дальнейшая судьба неизвестна.
С 1946 года в корпусах монастыря разместился дом отдыха «Красноярский».

### Восстановление
В 1992 году под руководством епископа Антония (Черемисова) разворачивается деятельность по возвращению Церкви разрушенного монастыря. Казаки во главе с Атаманом 3-го отдела В. П. Мастьяновым в письме к Главе администрации Красноярского края, по благословению Владыки Антония, «убедительно просят передать …разрушенное здание бывшего монастыря, расположенного в п. Удачный и принадлежащую ему землю площадью 12 га, с обязательством восстановить его и создать военно-спортивный казачий лагерь». В ответ на это Комитет по делам культуры и искусства 5 января 1993 года рассматривает возможность передачи монастыря Епархии, для чего советует провести переговоры с объединением «Красноярсккурорт» и Крайсовпрофом, на балансе которых находился в то время монастырский комплекс. Однако реальная возможность передачи монастыря появилась в 1998 году при участии генерал-губернатора края А. И. Лебедя, который положительно ответил на предложение владыки Антония.
В апреле 2000 года был подписан акт приема-передачи, по которому были приняты полуразрушенные стены (общий износ главного здания составил 87 %).
На данный момент в монастыре подвизается 11 монахов.
Помимо храма Успения Пресвятой Богородицы, на территории монастыря находятся два небольших деревянных храма, пожертвованные православными христианами. Один из них освящен в честь святого преподобного благоверного князя Олега Брянского, другой — святых равноапостольных царя Константина и царицы Елены, в которых богослужения совершаются в летнее время и в престольные праздники этих храмов.

### Развитие в наши дни

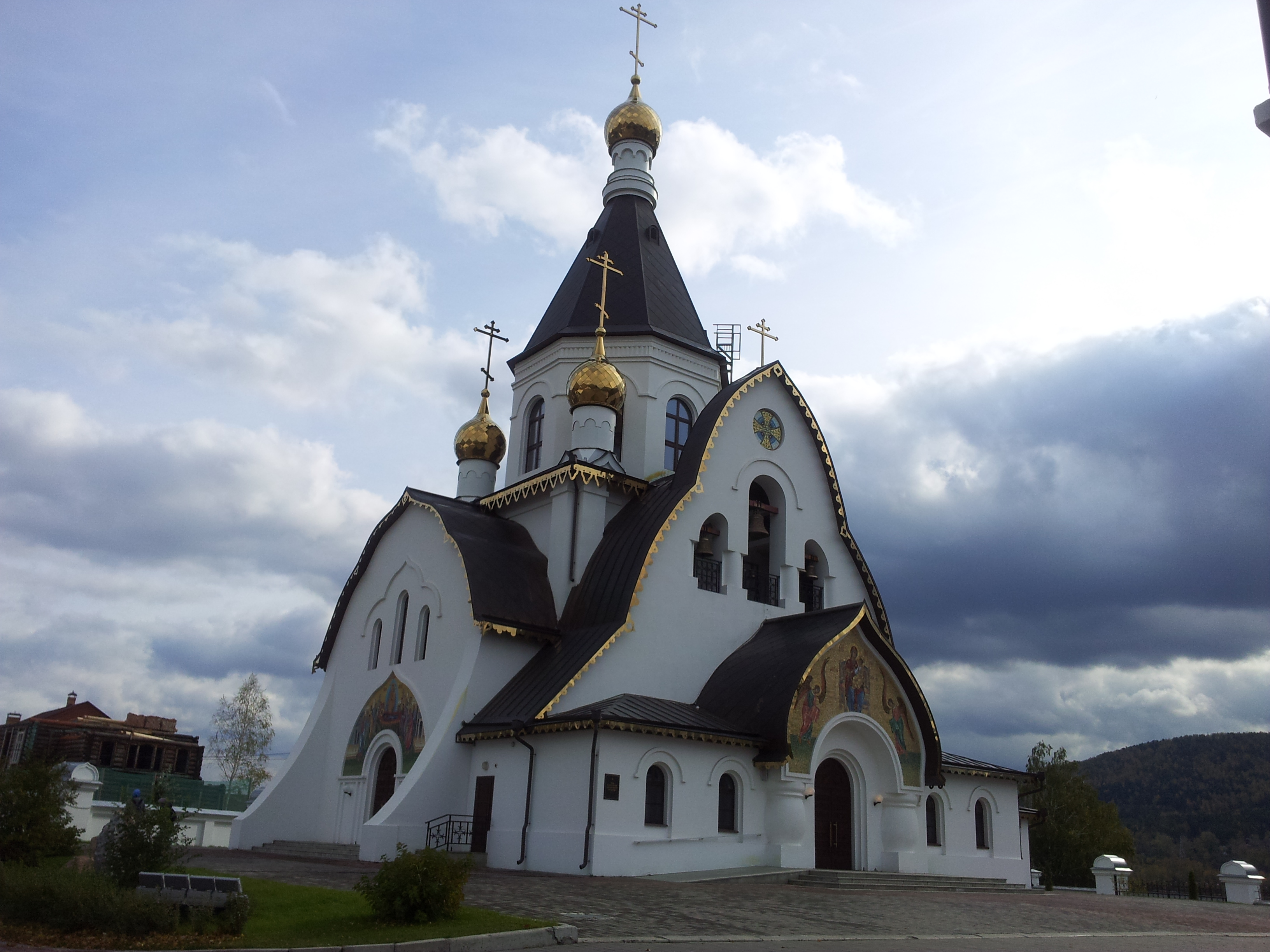
Храм в честь иконы Божией Матери «Всецарица»

В 2011 году началось строительство каменного храма в честь иконы Божией Матери «Всецарица» по изначальному проекту известного красноярского архитектора Леонида Чернышёва (1875—1932), разработанному в 1914 году. 7 декабря 2015 года произошло освящение церкви. Отмечается, что возведение производилось на частные пожертвования. Монастырь предполагается развивать не только как духовный, но и как культурно-исторический центр.

## Святыни
В главном храме Успения Божией Матери находятся иконы с частицами мощей святых, а также ковчег с мощами святого преподобного благоверного князя Олега Брянского и ковчег с мощами святых сщмч. Гермогена, еп. Тобольского, свт. Иннокентия, еп. Иркутского, свт. Феодосия, еп. Черниговского, свт. Луки Войно-Ясенецкого, прп. Лаврентия Черниговского, прав. Феодора Ушакова, прмц. вел. кн. Елисаветы и ин. Варвары, которые выносятся на поклонение верующим за всенощным бдением.
В роще на территории монастыря находится поклонный крест, посвященный памяти братии монастыря, убитой в 1920-е годы. Здесь постоянно совершаются панихиды и проходят крестные ходы.